# 32A
32A é um filme de 2007, dirigido por Marian Quinn, de seu próprio roteiro. Ele foi filmado principalmente em Dublin, com cenas adicionais e em Roscommon Sligo.
O roteiro venceu o primeiro Tiernan McBride Prêmio de roteiro, bem como melhor primeiro filme sobre a sua première no Festival de Cinema de Galway Fleadh. Em 2009, o filme ganhou um irlandês Film and Television Award para a cinematografia de PJ Dillon. Teve estreia internacional no Berlinale '08.

## Sinopse
Esta história se passa no "entre" o tempo de vida de uma menina, quando ela já não é uma criança e não uma mulher. Abrimos a nossa heroína, Maeve, colocando em seu sutiã branco de neve nova, e saindo para o mundo como uma jovem mulher. Ela tem uma obsessão com os seios e sutiãs e não pode deixar de olhar para outras meninas e mulheres, mesmo freira a cabeça não escapa a seu olhar. Caso contrário, o seu mundo gira em torno de seus três amigos, Ruth, Orla e Claire, que são mais experientes nos caminhos do mundo. Eles usam sutiãs já (exceto a Claire feminista) e todas elas tinham namorados. O sutiã é um novo começo, mas espero realmente Maeve pode encontrar um amigo, mesmo oferecendo aulas beijos para prepará-la. O que ninguém espera, muito menos a Maeve, é que ela deve pegar os locais de dezesseis anos de idade galã.
Maeve é tão apaixonado por ele que ela permite que seus amigos quando eles precisam no seu máximo. Em apuros com seus amigos e na escola, ela é abandonada pelo galã quando ela foge para a dança local com ele e ele sai com outra garota. Os pais dela descobrir e acaba em apuros em casa, onde ela toma extra tarefas domésticas. Ela faz a roupa e até mesmo do sutiã dela perdeu o seu brilho anterior. Maeve percebe que ela perdeu. Sua volta rally amigos para seu aniversário 14, retorna Maeve ao rebanho um pouco mais velho e um pouco mais sábio.

## Elenco
- Orla Brady como Jean Brennan
- Aidan Quinn como Frank Brennan
- Ailish McCarthy como Maeve Brennan
- Shane McDaid como Brian Power
- Sophie Wasson Jo como Ruth Murray
- Orla Long como Orla Kennedy
- Riona Smith como Clare Fox
- Jared Harris como Pai de Ruth
- Glynis Casson como Imelda
- Jack Kavanagh como Dessie Brennan
- Patrick Fitzgerald como Joe Fox
- Liam Weir como Donal Brennan
- Eithne Ni Dhálaigh como Sinead Brennan
- Lucas Neville como Dermot
- Alan O'Neill como Paddy
- Toole Kate O 'como Irmã Una

## Festivais

### Pre-estreias
- Galway Film Fleadh. 32A.Best First Feature, julho de 2007
- Berlinale 08, na Alemanha, janeiro de 2008.

### Outros Festivais
- Jameson Dublin International Film Festival, Dublin, fevereiro de 2008
- Nova York International Children's Film Festival, Nova Iorque, março 2008
- Kristiansand, Noruega, abril de 2008
- Festival de Cinema de Newport Beach, Califórnia, abril de 2008
- Britspotting (quatro cidades), Berlim, Potsdam, Colónia, Sttutgard, Alemanha, abril - maio 2008
- Eurocine 27 (representando Irlanda) Bruxelas, Bélgica, Maio de 2008
- Seattle International Film Festival, Washington, maio de 2008
- Tremblant International Film Festival, Tremblant, Canadá, Junho de 2008
- Emden FilmFest, Emden, na Alemanha, junho de 2008
- Newport International Film Festival, Newport, Rhode Island, Junho de 2008
- Lights Out Film Festival, Dublin e turnês por todo o país, Julho - Agosto de 2008
- Melbourne International Film Festival, Austrália, agosto de 2008
- Woodstock Film Festival, Nova Iorque, outubro de 2008
- Cinemateca di Bologna, (Cultura Irlanda Screening), Itália, outubro de 2008
- Festival de Cinema de Mill Valley, Califórnia, outubro de 2008
- Fort Lauderdale International Film Festival, Outubro 2008
- São Paulo International Film Festival, Brasil, Outubro 2008
- Fici (Festival de Cinema de Madrid), Espanha, Novembro de 2008
- Centro Cultural irlandês, Paris, Dezembro de 2008
- Wurzburn International Film Festival, Alemanha, Janeiro de 2009
- Glasgow Film Festival, Fevereiro de 2009
- Irlandês Season Film at MMOCA, Madison, Wisconsin, E.U.A., Fevereiro de 2009 - San Francisco Film Festival irlandês, Março de 2009
- Wisconsin International Film Festival, Março de 2009
- Tel Aviv irlandês Film Festival, Israel, March 2009
- Anual irlandês Estação de Cinema, Cinema Metro, Edmonton, Canadá, março 2009
- Mostra de cinema irlandês e Symposium, Boston College, E.U.A., Abril de 2009
- Jornadas de Cinema Europeu, Praga, Brno, Olomouc, República Tcheca, Abril de 2009
- Irlandês Film Festival, Tempere, na Finlândia, setembro 2009
- Irlandês Film and Music Festival, Oulu, Finlândia, Outubro 2009
- Festival de Cinema Europeu, Dar-es-Salaam, na Tanzânia, Outubro 2009
- Festival de Cinema Europeu, Abuja, Nigéria, Outubro 2009
- Festival Discovery Children's, Dundee, Escócia, novembro 2009
- European Film Festival, Otava, Canadá, novembro 2009
- European Film Festival, Vancouver, novembro 2009
- Irlandês FIlm Weekend, União lituano cineasta, novembro 2009